# Christoffer Harlang
Christoffer Frantz Knud Sønderby Harlang (født 22. april 1958 i Hellerup) er en prisvindende dansk arkitekt, designer og forfatter og professor ved Kunstakademiets Arkitektskole.

## Karriere
Harlang blev uddannet fra Kunstakademiets Arkitektskole i 1983 og blev derefter ansat på Henning Larsens Tegnestue. Han studerede nogle år i London på Architectural Association og Rom på Accademia di Danimarca og blev senere ph.d. i arkitektur på en afhandling om nordisk modernisme. Blev kort efter sin uddannelse hos professor Erik Christian Sørensen, knyttet til Kunstakademiet som lærer.
I 1992 etablerede han egen tegnestue, Christoffer Harlang Architects. Har modtaget 1., 2. og 3. præmier i danske og internationale arkitektkonkurrencer. Har opført atelier for billedkunstneren Milena Bonifancini i 2006, enfamiliehuse og sommerhuse. Har sammen med møbelarkitekten Nicolai de Gier tegnet møbler til Ribe Kunstmuseum i 2010, og til Løgumkloster Kirke i 2014.[kilde mangler]
Har for Fritz Hansen, Randi, Fastrup, Bent Brandt A/S og Louis Poulsen tegnet designs, herunder spisebestikserien Harlang. og dørgrebet Clavis. 
Vandt i januar 2024 i samarbejde med Lundgaard & Tranberg Arkitekter og Marianne Levinsen Landskab den internationalt prækvalificerede konkurrence om transformation af Erik Chr. Sørensen bygning fra 1969 og om ny museumsbygning. Byggeriet forventes opført i 2027 og 2030.[kilde mangler]
Tegnede for Politiken Frit Lejde Pavillon på Rådhuspladsen i 2012. Vandt i 2013 sammen med Arkitema Architects den internationale konkurrencen om et nyt besøgscenter ved Hammershus på Bornholm. Bygningen indviedes i 2018 og har siden modtaget en lang række danske og internationale arkitekturpriser, herunder Tømrerlaugets Arkitekturpris, Insitu Prisen og World Festival of Architecture Exibition Building of the Year. Hammershus Besøgscenter blev nomineret til verdens førende arkitekturpris Mies van der Rohe-prisen 2019.[kilde mangler] Udnævnt til Årets Kunstner 2025 af Gentofte Kommune som anerkendelse for sit bidrag til dansk arkitektur.[kilde mangler]
Harlang fungerer som rådgiver for private og offentlige virksomheder og fonde. Siden 2008 har han været professor i kulturarv, transformation og restaurering ved Institut for Bygningskultur, Kunstakademiets Arkitektskole. Harlang blev i 2020 tildelt Nykredits Hæderspris i Arkitektur der gives til en person der har gjort en særlig indsats i dansk arkitektur.
I 1987 debuterede han på Charlottenborg Forårsudstilling og har et par gange udstillet samme sted på efterårsudstillingen.
Harlang er forfatter til en række bøger og tidsskriftsartikler om især nordisk arkitektur og design.
Han var i 2004-2007 formand for bestyrelsen for Statens Kunstfond og har haft flere tillidsposter indenfor sit fag, bl.a. har han siden 2007 været formand for det af Kulturministeriet nedsatte Særlige Bygningssyn.

## Privat
Christoffer Harlang er opvokset i Hellerup og er søn af fabrikant og direktør Bent Harlang (1925-1998). og barnebarn til Frantz Harlang. Christoffer Harlang har 3 børn sammen med arkitekt Signe Stephensen.